# Eileen Nearne
Eileen Mary "Didi" Nearne MBE, Cruz de Guerra (Londres, 15 de março de 1921 – Torquay, 2 de setembro de 2010) foi uma agente britânica da Special Operations Executive (SOE) durante a Segunda Guerra Mundial e heroína de guerra. Serviu na França ocupada pelos nazistas como operadora de rádio, codinome Rose.

## Biografia
Eileen nasceu em Londres, em 1921. Seu pai, John Nearne, era inglês, e sua mãe, Marie de Plazoala, era espanhola e Eileen era a mais nova das quatro crianças do casal. Sua irmã mais velha, Jacqueline Nearne, e um de seus dois irmãos, Francis, também se tornaram agentes da Special Operations Executive (SOE). Em 1923, a família se mudou para a França e Eileen rapidamente se tornou fluente no idioma.

## Segunda Guerra Mundial
Após a invasão da França pela Alemanha, em 1940, Eileen e Jacqueline seguiram para Barcelona e Madri na esperança de conseguir um visto para entrar no Reino Unido. Dali elas foram para Gibraltar e em seguida embarcaram rumo a Glasgow, enquanto o restante da família permanecia em Grenoble. Assim que chegaram à Inglaterra, ofereceram às irmãs um trabalho na Women's Auxiliary Air Force (WAAF) em balões barragem. As duas recusaram e foram para a SOE.
Inicialmente, Eileen trabalhava como operadora de rádio, recebendo mensagens secretas de agente sem campos, geralmente escritos com uma tinta invisível na parte de trás de cartas datilografadas. Sua irmã, Jacqueline, foi enviada para a França para trabalhar como mensageira. As irmãs deveriam manter suas funções em segredo uma da outra, mas não conseguiram.

## Missão na França
No começo de março de 1944, Eileen e Jean Savy voaram no Westland Lysander e pousaram em Saint-Valentin, para trabalharem como operadora de rádio como parte das operações secretas em território francês. Sua história de fachada dizia que ela era Mademoiselle du Tort, tendo usado outros nomes falsos como Jacqueline Duterte e Alice Wood. Com o codinome Rose, Eileen tinha como missão ajudar Jean Savy a estabelecer uma rede em Paris chamada "Wizard". Diferente de outras redes dedicadas à sabotagem, essa deveria organizar recursos financeiros para as operações de resistência. Seu papel era manter uma conexão via rádio com Londres e ao longo de cinco meses transmitiu mais de cem mensagens.

## Prisão
Jean Savy precisou retornar à Londres com uma importante informação secreta sobre o foguete alemão V-1 e deixou Eileen sozinha em Paris. Em julho de 1944, sua transmissão foi detectada pelos alemães e Eileen foi presa. Antes, ela teve tempo de queimar as mensagens e esconder o aparelho transmissor. Ela foi levada para o quartel-general da Gestapo da cidade, onde foi torturada repetidas vezes, mas manteve silêncio sobre sua missão e identidade.
Sob tortura, ela convenceu seus captores de que era francesa e que mandava mensagens para um empresário, sem saber que ele era britânico nem qual era o conteúdo das mensagens e que por isso a mensagem foi interceptada. Eileen foi enviada, em agosto de 1944, para o campo de concentração de Ravensbrück, onde se recusou a fazer trabalhos forçados. Sua cabeça foi raspada e ela foi ameaçada de morte caso se recusasse a trabalhar.
Eileen foi então transferida para o campo de trabalhos forçados de Gross-Rosen, na Silesia, onde foi mais uma vez torturada. Em 13 de abril de 1945, Eileen e mais duas mulheres francesas fugiram do campo e se esconderam na floresta, andando em seguida por Markkleeberg, onde elas foram presas pela S.S.. As três conseguiram enganar seus captores e foram escondidas por um padre, em Leipzig, até a chegada das tropas norte-americanas.

## Pós-guerra
Depois da guerra, Eileen foi morar com a irmã Jacqueline, em Londres. Segundo informações conseguidas pelo jornal The New York Times, ela desenvolveu problemas psicológicos devido ao seu tempo na guerra. Jacqueline morreu em 1982 e Eileen se mudou para Torquay, onde viveu uma vida pacata.

## Morte
Eileen sofreu um infarto em sua casa, aos 89 anos e seu corpo só foi descoberto em 2 de setembro de 2010. Por praticamente não falar de sua época na guerra, sua participação como agente da SOE foi redescoberta quando membros do conselho de Torquay começaram a mexer em suas recordações e medalhas em seu apartamento.
Seu funeral foi feito pelo conselho distrital de Torquay, de graça, em 21 de setembro de 2010. Seguindo seu último pedido, seu corpo foi cremado e suas cinzas espalhadas no mar. Suas posses foram enviadas para uma sobrinha, que mora na Toscana.

## Honrarias
Com o fim da Segunda Guerra Mundial, Eileen foi contemplada com a Cruz de Guerra, oferecida pelo governo francês. Em 19 de fevereiro de 1946, ela foi indicada como membro da Ordem do Império Britânico pelo rei Jorge VI por serviços prestados na França durante a invasão nazista.